# دائرةالمعارف فرش دستباف ایران
دایرةالمعارف فرش دستباف ایران عنوان کتابی‌ست که با پژوهش و نگارش حسین تجدد و با ویراستاری و مقدمهٔ سید حسن امین چاپ و منتشر شده‌است.

## موضوع کتاب
این کتاب حاصل چهل سال تحقیق و پژوهش حسین تجدد است که علاوه بر نوشتن به پزشکی هم مشغول بودند. ویژگی مهم کتاب این است که نگارنده برای نخستین بار انواع بیماری‌ها و عوارض خاص کارگران و بافندگان صنعت فرش را به‌طور کامل معرفی و راه‌های پیشگیری و درمان این بیماری‌ها را نیز شرح داده‌است. وی در پیش گفتار این دایرةالمعارف می‌نویسد: «در این رساله وضع کلی و اسفناک کارگاه‌های قالی‌بافی با مشاهده‌های شخصی و آزمایش‌های گوناگون پزشکی و نمایش عکس‌هایی که خود یا به یاری عکاس‌ها گرفته شده، شرح داده شده‌است. همچنین برای اولین‌بار بیماری‌ها و عوارض حرفه‌ای بافندگان قالی و دیگر عوامل این صنعت به استناد مدارک علمی و پزشکی رادیو گرافیک، آزمایشگاه و مشاهده علایم بالینی توجیه و تفسیر شده‌است.»

## جلد نخست
در جلد اول نگارنده تلاش می‌کند معروف‌ترین فرش‌های جهان، نقش‌ها و نمادها، افسانه فرش و موسیقی، طرح‌ها و نقشه‌های فرش ایران، سیری در تاریخ رنگرزی، انواع فرش ایران از نظر سبک، تصاویری از انواع دارهای جدید و قدیم، انواع فرش از نظر جنس، کلیاتی دربارهٔ اندازه‌های فرش، توصیه‌هایی دربارهٔ نگهداری فرش، تحولات تاریخی و پیشرفت‌های طب کار و…، ارگونومی و آسان‌کاری، نوبت کاری و رابطه آن با ایمنی و تندرستی، مسائل مهم صنعت فرش را به‌طور مفصل ارزیابی نماید.

## جلد دوم
در جلد دوم مسائلی همچون؛ سایه‌های بحران بر فرش ایران، علل سقوط بهای قالی در بازارهای جهانی، مشکلات تولید و صادرات فرش، فرش در شهرهای مختلف و آموزش علمی برای علاقه‌مندان به فرش پرداخته شده‌است.

## مقدمه و تقریظ
سید حسن امین که ویراستاری این کتاب را بر عهده داشته‌است در مقدمه آن می‌نویسد: «از دیرباز، جهان متمدن، ایران‌زمین را به دو چیز فاخر می‌شناسد: شعر و فرش. به سخن دیگر، ذوق ایرانی و ذائقه زیباشناختی ایرانیان از جهت مفهوم و معنی در شعر و از جهت ماده و صورت در فرش تجلی می‌کند. با این همه، امتیاز هنر فرش بر هنر شعر در آن است که شعر یک هنر فردی است؛ در حالی‌که فرش دستبافت یک هنر جمعی است. کتاب ارزشمند و پر محتوای «دایرةالمعارف فرش دستبافت ایران» فرهنگ جامع فرش دستبافت ایران است و همه ابعاد هنر فرش‌بافی را با همه مسائل دیگری که هر کدام به نوعی به هنر و تجارت و صنعت فرش مربوط هستند، دربردارد.»